# Anna Sandberg
Anna Linnea Sandberg (23 maggio 2003) è una calciatrice svedese, difensore del Manchester United e della nazionale svedese.

## Carriera

### Club
Nella sua prima parte della carriera Sandberg si unisce alla società polisportiva Örebro Sportklubb giocando nelle formazioni giovanili della sua squadra di calcio femminile, l'Örebro SK Söder Dam, fino al 2019. In quell'anno viene aggregata anche alla prima squadra, facendo a 16 anni il suo esordio in Division 1, gruppo Södra Svealand, terzo livello del campionato svedese femminile di calcio.
Nel dicembre 2020 si trasferisce al KIF Örebro, squadra iscritta alla Damallsvenskan, inizialmente entrando a far parte della squadra under 19 del club debuttando tuttavia con la prima squadra il 13 marzo 2021, esordendo e giocando 63 minuti nella sconfitta per 3-0 con l'Hammarby in Svenska Cupen. In totale, compresi gli incontri di coppa, nell'anno e mezzo rimasta con il club di Örebro ha collezionato 38 presenze.
Nel luglio 2022 viene annunciato il suo trasferimento all'Häcken con cui termina la stagione. Alla guida tecnica di Christian Lundström fa il suo debutto con la nuova maglia il 24 agosto, nella sconfitta esterna per 2-0 con il Rosengård. Rimane legata al club di Göteborg fino all'estate 2024, debuttando nel contempo in UEFA Women's Champions League, nel corso dell'edizione 2022-2023, giocando entrambi gli incontri del secondo turno di qualificazione con le francesi del Paris Saint-Germain che in quell’occasione eliminano le svedesi dal torneo. In maglia giallonera Sandberg matura 46 presenze, con 5 reti realizzate, in campionato, alle quali si aggiungono le 7 presenze in Coppa e le complessive 9 in Champions League, dove sigla anche il suo promo gol internazionale il 15 novembre 2023, nella vittoria per 2-1 sul Paris FC nella fase a gironi dell'edizione 2023-2024.
Il 2 agosto 2024 viene annunciato il suo trasferimento al Manchester United, la sua prima esperienza professionale all'estero, legandosi al club inglese firmando un contratto triennale con un'opzione per un quarto anno.

### Nazionale
Notata dalla Federcalcio svedese come potenziale nuovo elemento da inserire in organico con le proprie formazioni giovanili, Sandberg salta la trafila delle convocazioni nelle squadre più giovani in quanto le attività furono ridotte al minimo in conseguenza delle disposizioni UEFA per arginale la diffusione della pandemia di COVID-19 in Europa, annullando tutti i tornei UEFA "under" previsti dal 2020 al 2021.
Viene convocata per la prima volta con la formazione under 19 in occasione della prima fase di qualificazione all'Europeo di Repubblica Ceca 2022, facendo il suo esordio, da titolare, il 15 settembre 2021, nell'incontro vinto 2-1 sulle pari età dell'Islanda. Nel frattempo l'allenatrice Caroline Sjöblom la chiama anche per una doppia amichevole con la formazione under 18 che si giocano in Belgio in ottobre, scendendo in campo nella seconda delle due sfide. Dopo averla impiegata in quattro incontri di qualificazione, tre presenze da titolare e una partendo dalla panchina, Sjöblom la conferma nella rosa delle ragazze che affrontano la fase finale dell'europeo di categoria, venendo impiegata nelle prime tre partite della fase gironi mentre rimane in panchina nella semifinale persa 1-0 con la Spagna, nazionale che la elimina dal torneo che poi vince per la quarta volta.
Per tornare a vestire la maglia della nazionale deve attendere il settembre del 2022, chiamata nella under 23 per una serie di amichevoli e scesa in campo in quattro occasioni nei due mesi successivi.
All'inizio dell'anno successivo il commissario tecnico della nazionale maggiore Peter Gerhardsson decide di darle fiducia convocandola, assieme all'altra esordiente Hanna Lundkvist, per l'amichevole con la Cina del 16 febbraio 2023, dove Sandberg ha fatto il suo debutto da titolare giocando tutti i 90 minuti nella vittoria per 4-1 della sua squadra. Gerhardsson in seguito decide di concederle ulteriore fiducia inserendola nella lista delle 23 giocatrici che sono in partenza per il Mondiale di Australia e Nuova Zelanda 2023 dove, a soli 20 anni, risulta essere la più giovane in squadra. Ha fatto il suo debutto in Coppa del Mondo il 2 agosto 2023, esordendo da titolare e giocando tutti i 90 minuti dell'ultima partita della fase a gironi, la vittoria per 2-0 sull'Argentina, condividendo poi senza essere più utilizzata il percorso delle compagne che conquistano il terzo posto dopo aver battuto nella "finalina" l'Australia per 2-0.

## Statistiche

### Cronologia presenze e reti in nazionale
| Cronologia completa delle presenze e delle reti in nazionale ― Svezia F | Cronologia completa delle presenze e delle reti in nazionale ― Svezia F | Cronologia completa delle presenze e delle reti in nazionale ― Svezia F | Cronologia completa delle presenze e delle reti in nazionale ― Svezia F | Cronologia completa delle presenze e delle reti in nazionale ― Svezia F | Cronologia completa delle presenze e delle reti in nazionale ― Svezia F | Cronologia completa delle presenze e delle reti in nazionale ― Svezia F | Cronologia completa delle presenze e delle reti in nazionale ― Svezia F |
| Data                                                                    | Città                                                                   | In casa                                                                 | Risultato                                                               | Ospiti                                                                  | Competizione                                                            | Reti                                                                    | Note                                                                    |
| ----------------------------------------------------------------------- | ----------------------------------------------------------------------- | ----------------------------------------------------------------------- | ----------------------------------------------------------------------- | ----------------------------------------------------------------------- | ----------------------------------------------------------------------- | ----------------------------------------------------------------------- | ----------------------------------------------------------------------- |
| 16-2-2023                                                               | Marbella                                                                | Svezia                                                                  | 4 – 1                                                                   | Cina                                                                    | Amichevole                                                              | -                                                                       |                                                                         |
| 7-4-2023                                                                | Malmo                                                                   | Svezia                                                                  | 0 – 1                                                                   | Danimarca                                                               | Amichevole                                                              | -                                                                       | 85’                                                                     |
| 2-8-2023                                                                | Hamilton                                                                | Argentina                                                               | 0 – 2                                                                   | Svezia                                                                  | Mondiali 2023 - 1º turno                                                | -                                                                       |                                                                         |
| 1-12-2023                                                               | Lucerna                                                                 | Svizzera                                                                | 1 – 0                                                                   | Svezia                                                                  | UEFA Women's Nations League 2023-2024                                   | -                                                                       | 74’                                                                     |
| 12-7-2024                                                               | Digione                                                                 | Francia                                                                 | 2 – 1                                                                   | Svezia                                                                  | Qual. Euro 2025                                                         | -                                                                       | 61’                                                                     |
| Totale                                                                  |                                                                         | Presenze                                                                | 5                                                                       |                                                                         | Reti                                                                    | 0                                                                       |                                                                         |